# Castell de Vilella
El Castell d'Almiserà o de Vilella, conegut localment com a Castell de la Serra, se situa a uns dos quilòmetres al nord-oest d'Almiserà. Encara que actualment se situa en territori de la comarca de la Safor, geogràficament i històricament va pertànyer a la Vall d'Albaida (de fet es troba a pocs metres del límit municipal de Llutxent), controlant l'estratègic pas a la Safor pel coll de Llautó. A uns pocs quilòmetres del castell, també en terme de Llutxent, encara es poden veure les restes del despoblat de Vilella, que cal suposar que depenia de la fortalesa i a la qual va donar el seu nom.
És bé d'interès cultural, amb referència RI-51-0010948. El castell està enclavat dins l'itinerari de la Ruta dels Monestirs de València, ruta monumental inaugurada el 2008, que travessa aquest castell per visitar el Monestir del Corpus Christi de Llutxent.

## Emplaçament
Es troba sobre una gran penya arrodonida de cota 142 metres a uns dos quilòmetres al nord-oest de la població, dominant l'estratègic coll de Llautó, entre la serra del Benicadell i la serra de la Cufa, a pocs metres del terme municipal de Llutxent, ja dins de la comarca de la Vall d'Albaida. Per aquest coll es passa fàcilment de la Vall d'Albaida a la Safor, i això explica la presència de la fortificació.
El topònim Vilella correspon a una partida del terme de Llutxent situada a pocs quilòmetres del castell on encara es conserven restes d'antigues construccions. Se suposa que aquest despoblat correspondria a una alqueria del terme del castell que per això hauria conservat l'antic nom.

## Història
La fortalesa va haver de ser construïda durant el període almohade, a la fi del segle xii o principis del segle xiii, tractant-se per tant d'una edificació tardana contemporània del veí Castell de Xiu. A la segona meitat del segle xiii, és nomenat en uns pocs documents recollits per Bazzana i Guichard.
En el moment de la conquesta aragonesa, existia al castell una guarnició dependent del Castell de Bairén, operativa durant la revolta mudèjar acabdillada per Al-Azraq, es tracta d'un castell-refugi de l'última època andalusí. De fet, Pierre Guichard, posa l'accent en el fet de tractar-se clarament d'un castell "no cristià", ja que segons l'autor, el mateix Jaume I, al Llibre dels Fets, cap.307, primavera de 1243, any següent a la caiguda de València, esmentava el castell de Vilella (un dels castells de roca Grans i fortes) com un d'aquells els alcaids o habitants dels quals, negocien amb ell quan entra a la Vall de Bairon.
Amb la pacificació del territori el castell va quedar entre els dos dominis senyorials de Llutxent i Palma, integrada a la xarxa defensiva del Benicadell o Penacadell, perdent a poc a poc la seua importància estratègica que havia tingut durant els primers moments de la conquesta feudal. Encara seria utilitzat durant les Guerres de la Unió amb Castella de mitjan segle xiv, per ser definitivament abandonat des de llavors.

## Característiques
El castell de Vilella presenta un recinte de dimensions mitjanes, 2.038 metres quadrats de superfície, amb una estructura senzilla formada per una tanca de segments rectilinis que defineixen un espai interior.
L'estructura general mostra una forma allargada d'orientació dominant est-oest, formada per un mur gruixut que arriba als set metres d'altura en alguns punts. A la part nord sobre el vessant es troba l'accés al recinte. Aquesta entrada està formada per una torre rectangular d'uns quatre metres d'altura, amb dues portes contraposades per dificultar l'accés. La torre està construïda amb tàpies de morter de calç, tècnica dominant en la construcció del castell. El mur de la torre presenta en la seua part exterior dues parts, a la base un gruix tàpia sobre el qual descansaria una plataforma de fusta, i sobre ell un mur més prim formant una ronda per defensar l'entrada.
A l'est, el mur continua només uns metres, havent desaparegut gran part del seu traçat en els sectors est i sud-est, precisament a la zona més alta i abrupta de la penya on s'assenta el castell.
A la part nord-oest la fortificació apareix definida per uns grans murs de tàpia d'un gruix aproximat d'1,20 metres que continuaran en direcció a la torre d'entrada. Just en aquest extrem oest del recinte adossada al mur perimetral, es localitza una estructura de planta rectangular, amb dues portes una al sud i una altra a l'est, i dos espilleres obertes a l'oest, pas obligat per accedir al castell. Aquest espai podria haver constituït una torre defensiva per controlar l'accés.
A l'interior del recinte no es conserven aparentment estructures, encara que si es pot observar basaments de murs d'obra així com fragments de maons, que indiquen l'existència d'espais d'habitatge que, en tot cas, serien escassos i de poca entitat.
Es pot accedir al castell d'Almiserà per un sender que surt de la urbanització Monte Vernissa a l'altura del Barranc del Castell, o des Llutxent per un trajecte més llarg però que es pot fer parcialment en vehicle per una pista que surt del camí de Planet i que deixa a uns 500 metres del castell, havent de realitzar la resta del camí a peu per una senda.